# 洛库斯塔

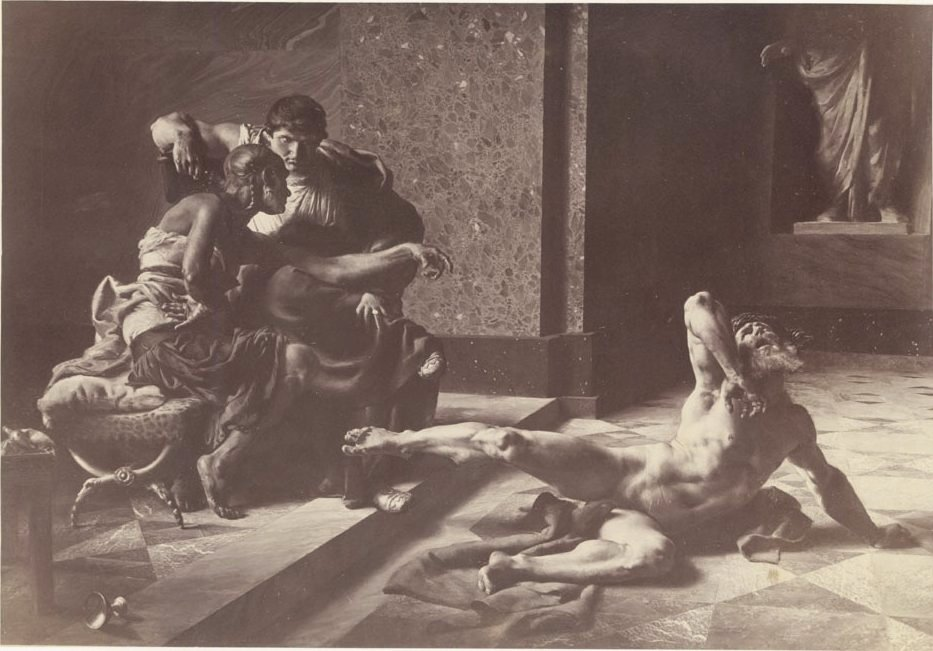
"洛库斯塔在尼禄面前试验为布里塔尼居斯准备的毒药"，约瑟夫－诺埃尔·西尔韦斯特绘，1876

洛库斯塔（Locusta，？－69年）是古罗马一位臭名昭著的投毒者。
出生于罗马统治下的高卢，早年生平不详。公元54年，她为皇后小阿格里皮娜提供了一盘下了毒的蘑菇用以毒死其丈夫皇帝克劳狄一世。洛库斯塔还为小阿格里皮娜的儿子皇帝尼禄效力，为其提供谋杀同父异母的弟弟布里塔尼居斯的毒药。洛库斯塔第一次试图对布里塔尼居斯下毒失败时，尼禄出于对她的愤怒和不耐烦，亲自动手打了她并告诉她制作出更致命的毒药以便完成任务。成功毒害布里塔尼居斯后，尼禄赏赐她一笔巨大地产和许多未成年人。公元68年，尼禄逃离罗马时向洛库斯塔索要毒药以备自杀之用，但是最终没有使用。
尼禄死后，洛库斯塔在加尔巴短暂的统治期间被处以死刑。公元69年，洛库斯塔同尼禄其他党羽在游街示众后被处死。
洛库斯塔的事迹见于古历史学家塔西陀（《编年史》，12.66和13.15）、苏埃托尼乌斯（《罗马十二帝王传》）、卡西乌斯·狄奥等人的著作中。诗人尤维纳利斯在《讽刺诗集》第1卷第71行中也提到了洛库斯塔。
大仲马的名作《基督山伯爵》常常将投毒者维尔福夫人与洛库斯塔进行比较，第101章的标题即为“洛库斯塔”。
据传洛库斯塔主要使用颠茄下毒。雖然洛庫斯塔有著惡名昭彰的毒殺事蹟，但她並非是歷史記載上最早的一位連環殺手，目前已知最早的連環殺人事件是西元前331年的古羅馬毒藥戒指事件。